# Unione Sportiva Fermana 1951-1952
Questa voce raccoglie le informazioni riguardanti l'Unione Sportiva Fermana nelle competizioni ufficiali della stagione 1951-1952.

## Rosa
| N. |                       | Ruolo | Calciatore  |
| -- | --------------------- | ----- | ----------- |
|    | Italia (bandiera)     | D     | B. Agostini |
|    | Italia (bandiera)     | C     | I. Cossiri  |
|    | Italia (bandiera)     | D     | A. Del Papa |
|    | Jugoslavia (bandiera) | D     | N. Dolic    |
|    | Italia (bandiera)     | A     | C. Giuliani |
|    | Italia (bandiera)     | C     | M. Grassi   |
|    | Italia (bandiera)     | D     | W. Offidani |
|    | Italia (bandiera)     | A     | R. Paci     |

| N. |                    | Ruolo | Calciatore     |
| -- | ------------------ | ----- | -------------- |
|    | Italia (bandiera)  | C     | U. Pelliccetti |
|    | Croazia (bandiera) | C     | I. Sandukcic   |
|    | Italia (bandiera)  | A     | A. Starcich    |
|    | Italia (bandiera)  | C     | C. Suppini     |
|    | Italia (bandiera)  | C     | F. Testoni     |
|    | Italia (bandiera)  | A     | F. Traini      |
|    | Italia (bandiera)  | P     | D. Vagnoni     |